# Polyosmylus excelsus
Polyosmylus excelsus là một loài côn trùng thuộc bộ Neuroptera. Loài này được Ansorge miêu tả năm 1996.